# Stepping Out (film fra 1919)
Stepping Out er en amerikansk stumfilm fra 1919 af Fred Niblo.

## Medvirkende
- Enid Bennett
- Niles Welch
- Julia Faye
- Gertrude Claire
- William Conklin som Frank Wilson